# Derobrachus agyleus
Derobrachus agyleus là một loài bọ cánh cứng trong họ Cerambycidae.